# ماهواره نور ۲
نور ۲ تاسوارهٔ نظامی ساخت جمهوری اسلامی ایران است که توسط ماهواره‌بر سه مرحله‌ای و سوخت ترکیبی قاصد نیروی هوافضای سپاه پاسداران انقلاب اسلامی به فضا پرتاب شد و در مدار ۵۰۰ کیلومتری زمین در ۱۸ اسفند ۱۴۰۰ قرار گرفت. این ماهواره که ماهواره‌ای سنجشی-شناسایی می‌باشد، با سرعتی برابر با ۷/۶ کیلومتر بر ثانیه و ۴۸۰ ثانیه بعد از پرتاب شدن، در مدار پانصد کیلومتری قرار گرفت. نور-۲ دومین ماهواره نظامی جمهوری اسلامی ایران محسوب می‌شود که در مدار نزدیک زمین (LEO) واقع می‌گردد. پیش از پرتاب ماهواره نور ۲، ماهواره نور ۱ در تاریخ سوم اردیبهشت ۱۳۹۹ توسط سپاه و بوسیله ماهواره‌بر ۳ مرحله‌ای و سوخت ترکیبی قاصد به فضا پرتاب شده بود و در مدار ۴۲۵ کیلومتری زمین قرار گرفته بود. این ماهواره همچنان در مدار زمین قرار دارد.
این ماهواره با عکسبرداری از ارتفاع 500 کیلومتری، توان تفکیک 13 متر را در تصاویر خود فراهم می آورد.

## بازتاب‌ها
- حسین سلامی، فرمانده کل سپاه پاسداران: «ایران اولین کشور مسلمانی است که ماهواره در فضا قرار می‌دهد».[۱۰]
- خبرگزاری آسوشیتدپرس: سپاه پاسداران ایران دومین ماهواره را به فضا پرتاب نمود، درست هنگامی که قدرت‌های دنیا در انتظار تصمیم تهران در مذاکرات هسته‌ای می‌باشند.
- خبرگزاری فرانسه: ایران یک ماهواره نظامی را با موفقیت در مدار زمین قرار داده‌است و این در شرایطی است که مذاکرات احیای توافق هسته ای به وهله ای حساسی رسیده‌است.[۱۱]

سی‌بی‌اس نیوز: «ایران روز سه‌شنبه دومین ماهواره نظامی خود را در مدار زمین قرار داد این در حالی است که مذاکرات احیای توافق هسته‌ای ۲۰۱۵ میان تهران و قدرت‌های جهانی به مرحله حساسی رسیده‌است.»
روزنامه العربی الجدید: با نزدیک گردیدن به اعلام توافق در وین، سپاه پاسداران انقلاب اسلامی ماهواره به فضا پرتاب نمود. سپاه پاسداران ایران در روز سه شنبه ماهواره نور-۲ را به فضا پرتاب نمود، این پرتاب در زمانی بسیار حساس انجام گردید، و آن به این دلیل است که توقع است که مذاکرات هسته‌ای ایران در طی روزهای آینده به توافق منجر گردد. به گزارش این روزنامه، ایران هرگونه مذاکره پیرامون برنامه موشکی‌اش با دولتهای غربی‌ها را قبول نمی‌کند و این موضوع را جزو قدرت‌های دفاعی خویش و خط قرمز خود می‌داند.

## ارسال تصویر
به گفته عیسی زارع‌پور، وزیر ارتباطات، تصاویر ارسالی ماهواره نور ۲ با کیفیت‌ترین تصاویر ارسالی از ماهواره‌های ایرانی بوده‌است. مهدی سالم، رئیس مرکز روابط عمومی وزارت ارتباطات، هم در توییتر تصویر تصویربرداری این ماهواره از پایگاه ناوگان پنجم نیروی دریایی آمریکا در منامه را توییت کرد.